# Шайетет 13
13-я флотилия или «Шайе́тет 13» (ивр. שייטת 13‎ Шайетет шлош-эсре) — часть специального назначения (морская разведывательно-диверсионная) военно-морских сил Израиля. Одна из элитных частей в вооружённых силах Израиля, занимающаяся наземными и морскими операциями в тылу противника.
Для прохождения службы в «Шайетет 13» новобранец должен соответствовать высоким требованиям (абсолютное здоровье, высокий показатель КАБА) и пройти множество проверок, чтобы быть допущенным к пятидневному отбору, состоящему из тяжелейших физических, психологических и интеллектуальных испытаний. Основная деятельность «Шайетет 13» заключается в диверсиях на судах врага в чужих портах во время войны, сборе разведывательных данных, точечных ликвидациях и захватах. Деятельность групп «Шайетет 13» глубоко засекречена, бойцы имеют право носить форму других подразделений.

## История
Подразделение было создано в начале 1950 года на базе объединения подразделений взрывающихся катеров и боевых пловцов. Подразделение возглавил Йохай Бен-Нун. В 1952 году Шайетет-13 было разделено на 2 дивизиона: учебный («пальгат хадраха») и боевой («пальгат мивцаим»). В 1979 году подразделение возглавил полковник Ами Аялон.
Известные операции «Шайетет 13»:

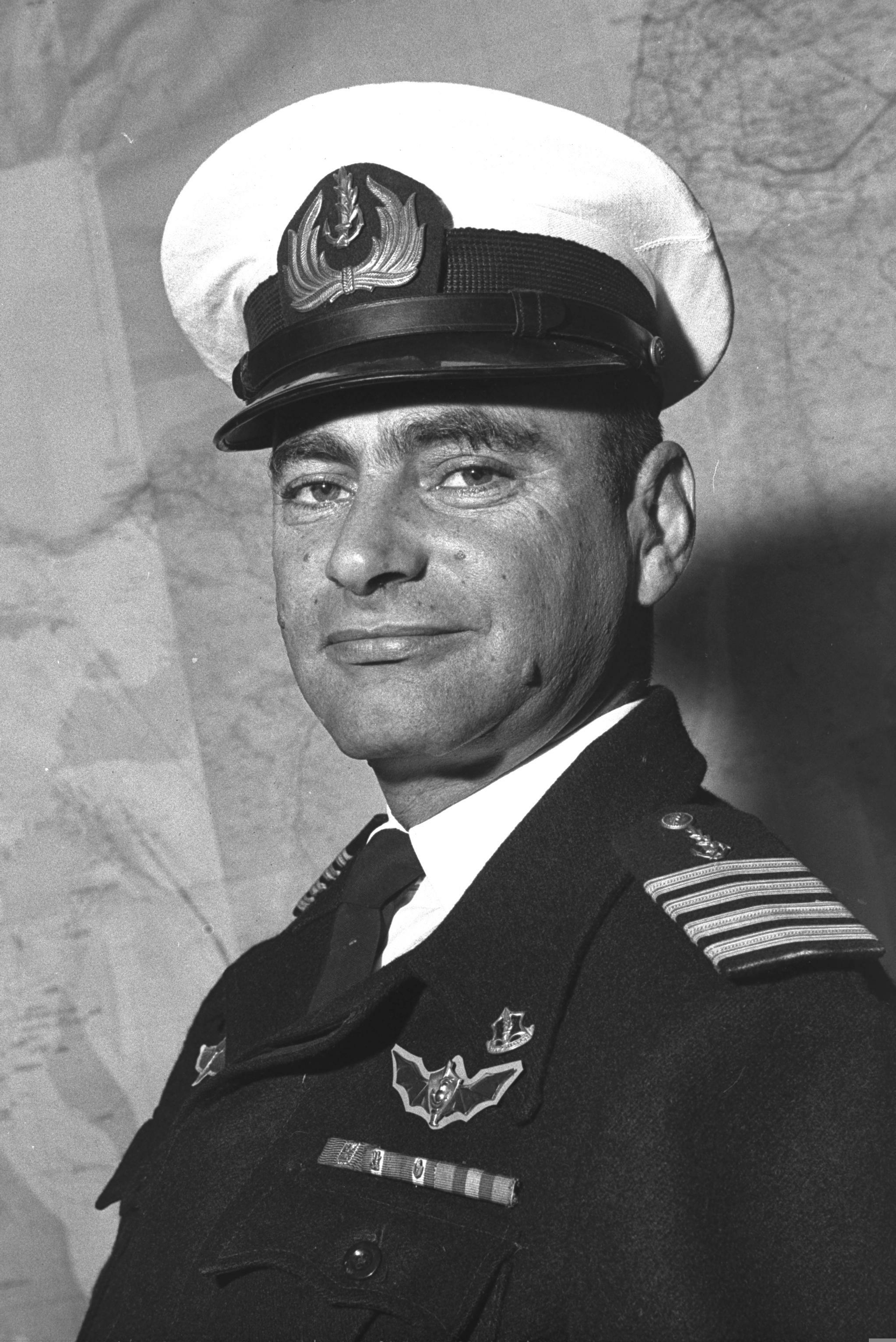
Йохай Бен-Нун (Фишман), герой Израиля, создатель «Шайтет 13», шестой командующий ВМС Израиля.

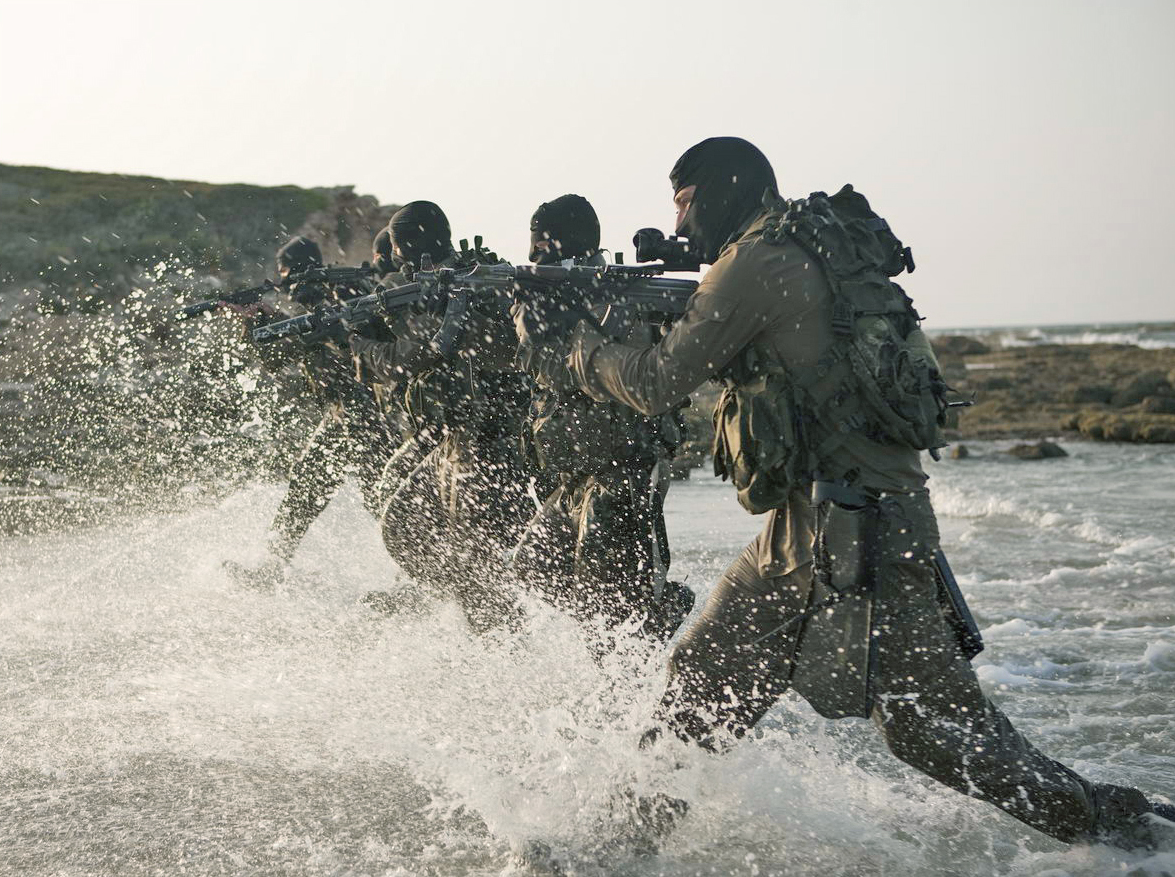
Тренировка боевых пловцов «Шайтет 13», или 13-й флотилии ВМС Израиля.

- Захват судна Карин А — 2002 год, разведка доложила о судне, находящемся в Красном море и следующем по курсу к сектору Газа. На борту корабля находилось оружие, предназначенное для «ХАМАСа». Бойцы «Шайетет 13» захватили корабль и предотвратили доставку оружия в Сектор Газа.

- Операция «Четыре вида» — 2009 год, операция в акватории Средиземного моря, в результате которой было перехвачено грузовое судно «Francop», шедшее под флагом Антигуа и Барбуда. На судне были обнаружены сотни тонн оружия, предназначенного для «Хезболлы». Бойцы «Шайетет 13» захватили корабль и предотвратили доставку оружия в Ливан.

- Конфликт у берегов Газы — 2010 год

В июле 2023 года сотни резервистов «Шайетет 13» присоединились к протестам против судебной реформы. «Отмена демократического характера страны разрушает основу ценностей ЦАХАЛа», — заявили они в коллективном письме министру обороны Йоаву Галанту и отказались выходить на службу.